# 募金詐欺
募金詐欺（ぼきんさぎ、英語: Charity fraud）とは、詐欺の一形態。「難民支援」「被災地への支援や義援金」、盲導犬等の「動物支援」「動物愛護」、「平和」、「社会福祉」「コロナウイルスなど大規模感染症対策支援」など社会的に同情が得やすい事柄で他者の善意を悪用し、街頭募金、個別訪問、電話やメール、ホームページやSNSなどを用いて金品を詐取する行為や、押し付け商法を指すものであり、悪徳商法である福祉便乗商法も含まれる。

## 概要
ボランティアやチャリティ活動と称して街頭募金活動をする、戸別訪問して寄付を募る、あるいはホームページを開設したり電子メールや葉書や物品を送付して、ありもしない話をでっち上げたり、実在する有名な話題（災害・事故など）に便乗したりして金品を詐取する行為。

## 事例

### 日本
2007年10月に子供の難病を救う会と名乗る団体が募金詐欺を働いていたことが発覚したり、選抜高等学校野球大会に出場予定の高校を名乗り、寄付金を名目とした詐欺（特殊詐欺）未遂事例も発生している。
近年では外国人による募金詐欺と見られる事例も発生している。代表的なものでは2010年代から見られる東南アジア系の若い外国人がアジアの貧しい子どものために署名と募金を求めるというものがある。
募金された金額から、「募金を行う組織や人の活動費を捻出すること」は通例として認められている。一例として2013年度の日本ユニセフ協会は募金収入の18.5%を募金活動や啓発活動など募金先へ渡す以外用途に使用している。事前に使途を公開するなどして、募金者が納得している場合は詐欺罪には問われない。詐欺罪に問われるのは、意図的に虚偽の目的を掲げて募金を募った場合で、2012年に難病の女児を救う名目で寄付を募ったNPO法人の理事らが、総額約1160万円の99％以上を本来の目的以外のものに使ったことで逮捕された。

### 街頭募金詐欺
街頭募金詐欺は、1人あたりの募金額が少額であり、ATMなどによる振り込め詐欺と違って電子記録も残らないため、警察にとっては被害を特定しづらい詐欺形態である。
日本でこうした事例が詐欺事件として立件されるには、個々の被害の詳細が特定されていないと困難であったが、被害者が不特定多数に及ぶ場合であっても、募金の方法や期間・場所・被害総額により「特定」の要素を満たすとして詐欺罪が成立するとの最高裁判決が2010年3月に下された。ただし、こういった包括一罪の適用は、街頭募金詐欺に対する社会の要請を受けて刑事訴訟法の原則がねじまげられたという指摘もあり、捜査機関の恣意的な運用を懸念する向きもある。

### 中国
中国でチャン・ツィイーが「四川大地震」のために集めた募金の用途が不明ということで、収支内容を全て公開するよう求める運動が起きている。四川大地震後、関連用語のドメインが取得増加傾向となったため、義援金詐欺に注意喚起もなされた。

### 韓国
2020年、韓国の慰安婦支援団体「正義記憶連帯」の前理事長で「共に民主党」の尹美香が補助金管理法違反や準詐欺などの罪で在宅起訴された。同年に韓国人元慰安婦施設を運営する福祉法人大韓仏教曹渓宗ナヌムの家よる寄付金などの横領疑惑で、地元警察は詐欺や業務上横領容疑で安信権前所長と前事務局長の女性を書類送検した上で、補助金の組織的詐取容疑で運営法人も送検されており、尹には懲役5年が求刑されている。